# Xã Pokagon, Michigan
Xã Pokagon (tiếng Anh: Pokagon Township) là một xã thuộc quận Cass, tiểu bang Michigan, Hoa Kỳ. Năm 2010, dân số của xã này là 2.029 người.